# سیارک ۱۷۳۵۸
سیارک ۱۷۳۵۸ (به انگلیسی: 17358 Lozino-Lozinskij، نامگذاری:1978SU4) هفده هزار و سیصد و پنجاه و هشتمین سیارک کشف شده‌است که در ۲۷ سپتامبر ۱۹۷۸ کشف شد.
قدر مطلق سیارک برابر ۱۸.۶ است.